# خوزه اوفارته
خوزه اوفارته (انگلیسی: José Ufarte؛ زادهٔ ۱۷ مهٔ ۱۹۴۱) بازیکن فوتبال اهل اسپانیا است.
از باشگاه‌هایی که در آن بازی کرده‌است می‌توان به باشگاه فوتبال راسینگ سانتاندر، باشگاه فوتبال اتلتیکو مادرید، باشگاه فوتبال کورینتیانس، و باشگاه فوتبال فلامینگو اشاره کرد.
وی همچنین در تیم‌های ملی فوتبال Spain B national football team و اسپانیا بازی کرده‌است.